# Radio Relay International
Radio Relay International (RRI), deutsch etwa „Funkrelais International“, ist ein im August 2016 gegründeter Amateurfunkdienst, bei dem ohne Gewinnorientierung Funktelegramme (FTs) von Funkamateuren auf freiwilliger Basis weitergeleitet werden. Er ist hauptsächlich in Nordamerika aktiv. Es gibt ihn aber auch in Europa, Asien und Ozeanien.
Diese Art der Nachrichtenübermittlung ist nicht in allen Ländern der Welt erlaubt. Insbesondere gilt laut Amateurfunkgesetz (AFuG) in Deutschland, dass ein Funkamateur „Nachrichten, die nicht den Amateurfunkdienst betreffen, für und an Dritte nicht übermitteln“ darf. Eine Ausnahme bildet hier der Notfunk.

## Geschichte
In der Geschichte des Amateurfunks zeigten sich die Vereinigten Staaten traditionell wesentlich liberaler und aufgeschlossener als viele andere Staaten, insbesondere als das Deutsche Reich (1871–1945). Hinzu kam in den USA das Bedürfnis, Nachrichten mithilfe der damals neuen Funktechnik über die großen Entfernungen innerhalb des Landes übermitteln zu wollen, was aufgrund der zunächst noch ungenügenden Reichweite der Sender und der geringen Empfindlichkeit der Empfänger nicht direkt möglich war.
Deshalb wurden durch Mitglieder der im Mai 1914 gegründeten American Radio Relay League (ARRL) Funkrelaisketten etabliert und Radiogramme (FTs), ähnlich wie der Stab beim Staffellauf oder eine Depesche beim Pony-Express, von einer als Relaisstelle dienenden Amateurfunkstation über das ganze Land zur nächsten weitergereicht. Diese Tradition der Nachrichtenübermittlung durch Funkamateure lebt dort bis heute fort.